# Лісабон VR (виноробний регіон)

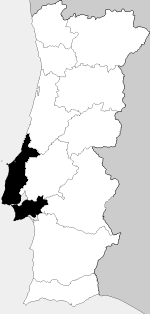

Регіон Лісабон, до 2009 року називався Ештремадура, — португальський виноробний регіон, що охоплює ті ж райони, що і регіон Ештремадура.   Щоб уникнути плутанини з іспанським винним регіоном Естремадура та використати загальновідоме ім'я столиці країни на початку 2009 регіон було перейменовано. 
Регіон класифікується як Vinho Regional (VR).  
У той час як Бейраш VR і Алентежу VRS є найбільшими регіонами географічно, регіон Лісабон VR є найбільшим за обсягами виробництва вина в Португалії. 
Регіон простягається від Лісабона уздовж узбережжя Атлантичного океану до регіону Байррада DOC . 
На початку 2009 року регіон був перейменований з Естремадури на Лісбоа, щоб уникнути плутанини з іспанським винним регіоном Естремадура та використати загальновідоме ім'я столиці країни. 

## Винні регіони
У межах регіону Лісабон VR є 9 субрегіонів на рівні DOC. 
- Аленкер DOC
- Арруда DOC
- Буселаш DOC
- Каркавелуш DOC
- Колареш DOC
- Обідуш DOC
- Торреш Ведраш DOC
- Енкосташ Д'айре DOC — переходить в регіон Бейраш VR
- Лорінян DOC

## Сорта винограду
- Алфрохейру Прету
- Антау Ваз
- Арінто
- Бага
- Бастардо
- Борраду даш Мускаш
- Каберне Совіньйон
- Камарате
- Шардоне
- Серсіал
- Фернау Піріш
- Грасіану
- Жампал
- Мальвазія
- Морету
- Перікіта
- Рабу-де-Овелья
- Рамішку
- Тамарез
- Тінта Амарела
- Трінкадейра даш Праташ
- Треббіано
- Вітал . [3]